# Masashi Nakayama
Masashi Nakayama (n. 23 septembrie 1967) este un fost fotbalist japonez.

## Statistici
| Japonia | Japonia | Japonia |
| An      | Meciuri | Goluri  |
| ------- | ------- | ------- |
| 1990    | 1       | 0       |
| 1991    | 0       | 0       |
| 1992    | 6       | 3       |
| 1993    | 8       | 4       |
| 1994    | 0       | 0       |
| 1995    | 4       | 1       |
| 1996    | 0       | 0       |
| 1997    | 2       | 2       |
| 1998    | 10      | 4       |
| 1999    | 1       | 0       |
| 2000    | 7       | 6       |
| 2001    | 8       | 1       |
| 2002    | 3       | 0       |
| 2003    | 3       | 0       |
| Total   | 53      | 21      |